# Дао Дъ Дзин
Дао Дъ Дзин или тао те чинг е единствената книга на Лао Дзъ и един от най-популярните трактати в китайската философия. Тя е основното произведение, в което е изложена философията на даоизма.

## Превод
Текстовете са загадъчни, трудни за превод и тълкуване по различни причини. Дори древните китайски коментатори и последователи на мъдреца им дават различни интерпретации. Това се дължи не само на тяхната лаконичност, но и на парадоксалната им семантика.